# Eihei-ji

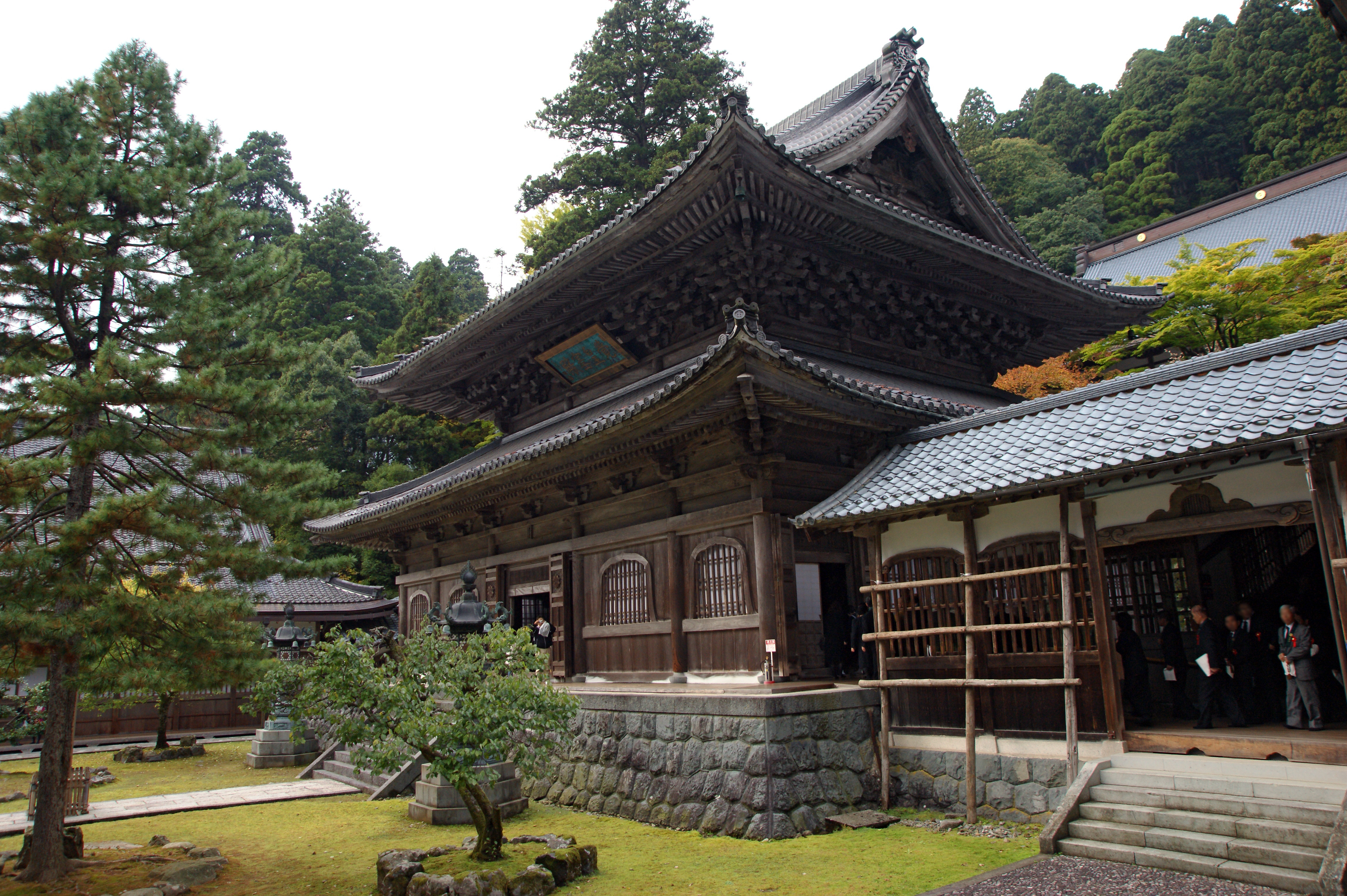
Eihei-ji.

Eihei-ji (永平寺) es uno de los dos templos principales de la escuela Sōtō del budismo Zen. Fue fundado en 1244 por Eihei Dōgen.
Eihei-ji está situado a unos 10 km al este de la ciudad de Fukui en la prefectura de Fukui, Japón. 
Eihei-ji es uno de los dos templos principales de práctica de Zen Sōtō. El periodo estándar de aprendizaje de un monje en Eihei-ji es de dos años de práctica.